# Nicolaaskerk in Saboerovo
De Kerk van de Heilige Nicolaas in Saboerovo (Russisch: Храм святителя Николая в Сабурове) is een Russisch-orthodoxe Kerk in Moskou. De kerk is gelegen aan de hoge oever van de Moskva in het voormalige dorp Saboerovo. Tegenwoordig is Saboerovo een stadswijk van Moskou met veel hoogbouw, waardoor de kerk aan het zicht van passerende bezoekers wordt onttrokken.

## Geschiedenis
Het wordt aangenomen dat de eerste stenen kerk gebouwd werd in de jaren 1693-1695 op de plaats waar sinds 1592 een houten kerk stond. Het was een eenvoudig, vierkant gebouw zonder toren. De kerk werd in 1812 geplunderd, slechts de iconostase en een icoon van de heilige profeet Elias overleefde de plundering. In 1861 financierden Moskouse handelaren de bouw van een refter en klokkentoren.

## Sluiting
De kerk werd na 1917 beroofd van waardevolle voorwerpen, maar bleef toch nog vrij lang geopend voor de eredienst. Pas in 1939 werd ook deze kerk gesloten. Vanaf 1940 kreeg de kerk bedrijfsmatige bestemmingen, waaronder een garage. De klokkentoren werd tot de onderste verdieping afgebroken en de kerk verloor de koepel, waardoor de oorspronkelijke bestemming van het gebouw steeds minder herkenbaar werd.

## Heropening
De kerk werd in 1990 teruggegeven, althans wat er nog over was van het gebouw. De staat van het gebouw was zeer slecht. Vanaf 1991 werden er alweer erediensten gevierd. In 1994 werden de herstelwerkzaamheden aan de kerk afgerond. Enkele jaren later (1998) werd de toren herbouwd. Inmiddels is ook het interieur weer bijna volledig hersteld.